# Medicul de la asigurări (film)

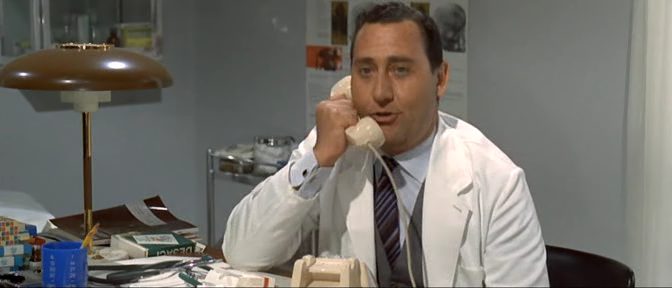
Alberto Sordi într-o scenă din film

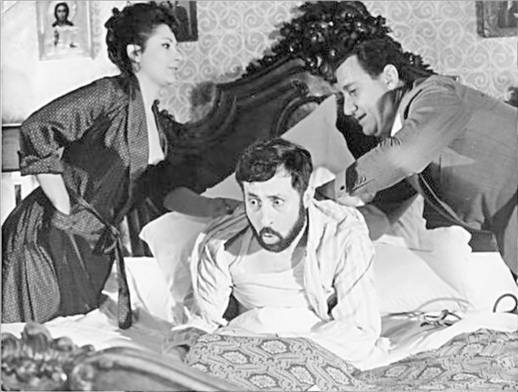
Scenă din film cu Adriana Giuffrè, Leopoldo Trieste și Alberto Sordi

Medicul de la asigurări (titlul original: în italiană Il medico della mutua) este un film considerat clasic al genului commedia all'italiana, realizat în 1968 de regizorul Luigi Zampa, după romanul omonim al scriitorului Giuseppe D'Agata, protagoniști fiind actorii Alberto Sordi, Evelyn Stewart, Bice Valori și Sara Franchetti. 

## Rezumat
Guido Tersilli, un tânăr medic care tocmai a absolvit facultatea de medicină, dându-și seama că profesia nu-i acordă, cel puțin la început, bunăstarea economică la care aspiră, decide să-și atingă scopul smulgând clienți din multitudinea uriașă de pacienți. Începuturile sunt însă destul de descurajante. În sfârșit marea șansă: doctorul Bui, care „deține” aproximativ două mii trei sute de pacienți, este pe moarte. Ocolindu-și colegii, nerăbdători ca el, să se arunce asupra acelei „moșteniri”, noul medic reușește, curtând-o pe soția muribundului și, cu vaga promisiune de a se căsători cu ea, să devină, ca să spunem așa, singurul „moștenitor”. Când Bui moare, Guido abandonează văduva și se căsătorește cu fiica unui constructor bogat. Între timp, numărul de pacienți crește, în timp ce minutele rezervate fiecărei vizite sunt în scădere.
Copleșit de un colaps, Tersilli ajunge la spital, același unde fuse la începutul carierei, ca asistent voluntar. Chipurile vechilor săi colegi se înclină spre el cu nerăbdare, țintind la pacienții lui. Îngrozit de perspectiva de a-și pierde și viața, Guido evadează și se întoarce în „mina sa de aur”, dar de acum înainte, pentru a nu se îmbolnăvi, își va trata pacienții doar telefonic.

## Distribuție
- Alberto Sordi – doctorul Guido Tersilli
- Evelyn Stewart – Anna Maria
- Bice Valori – Amelia Bui
- Sara Franchetti – Teresa, prietena lui Guido
- Nanda Primavera – Celeste, mama lui Guido
- Patrizia De Clara – sora Pasqualina
- Leopoldo Trieste – Pietro, pacientul din casă
- Adriana Giuffrè – Marianna, soția lui Pietro
- Pupella Maggio – doamna Parise
- Claudio Gora – doctorul primar De Amatis
- Franco Scandurra – doctorul Carlo Bui, soțul Ameliei
- Sandro Merli – doctorul Drufo
- Sandro Dori – doctorul Zeccone
- Cesare Gelli – radiologul dr. Filopanti
- Egidio Casolari – Simeone, amantul Ameliei Bui
- Marisa Traversi – prostituata
- Franco Abbina – doctorul Misticò
- Gianfranco Barra – doctorul Sandolini
- Gastone Pescucci – doctorul Binasco
- Tano Cimarosa – Salvatore Laganà
- Massimo Foschi – ultimul asistent voluntar
- Juan Vallejo – funcționarul de la asigurări
- Jimmy il Fenomeno – pacientul care are nevoie de ochelari
- Ennio Antonelli – Cecconi Callisto, pacientul cu probleme la ficat
- Filippo De Gara – doctorul Bilini ajutorul dr.-ului primar

## Premii și nominalizări
Filmul a fost selecționat pentru lista 100 de filme italiene de salvat.
- 1969 – David di Donatello
  - Cel mai bun actor (rol principal) lui Alberto Sordi
- 1969 – Nastri d'argento
  - Cea mai bună actriță în rol secundar lui Pupella Maggio
- 1969 – Globo d'oro
  - Cel mai bun actor lui Alberto Sordi

## Literatură
- D'Agata, Giuseppe, Medicul, București, 1970: Editura Univers, Colecția Meridiane, p. 236;